# Joachim Kaiser
Pour les articles homonymes, voir Kaiser.
Joachim Kaiser, né le 18 décembre 1928 à Milken (aujourd'hui Miłki) (province de Prusse-Orientale) et mort le 11 mai 2017 à Munich (Bavière), est un journaliste et musicologue allemand.

## Biographie
Joachim Kaiser écrit des articles sur la musique dans le Süddeutsche Zeitung depuis 1959 et a enseigné l'histoire de la musique à Stuttgart.

## Distinctions
- 2013: titre de « Reporter de l'année » du magazine Medium